# Plebejus antaegon
Plebejus antaegon är en fjärilsart som beskrevs av Jean Baptiste Boisduval 1852. Plebejus antaegon ingår i släktet Plebejus och familjen juvelvingar. Inga underarter finns listade i Catalogue of Life.